# Categoría Primera B 2006
Die Categoría Primera B 2006, nach einem Sponsor offiziell Copa Premier 2006 genannt, war die siebzehnte Spielzeit der zweiten kolumbianischen Spielklasse im Fußball der Herren, die aus Apertura und Finalización bestand. Vorjahresmeister war Cúcuta Deportivo. Absteiger aus der ersten Liga war Unión Magdalena.
Meister wurde La Equidad, das damit in die erste Liga aufsteigen konnte. Der Vizemeister Valledupar FC verlor in der Relegation gegen Atlético Huila.

## Modus
In Apertura und Finalización wurden zunächst alle Mannschaften in zwei Gruppen mit je neun Mannschaften gelost. In jeder Gruppe spielten alle Mannschaften im Ligamodus zweimal gegeneinander, zusätzlich spielte jede Mannschaft gegen ein Team aus der anderen Gruppe. In jeder Gruppe qualifizierten sich die ersten zwei Mannschaften für die Finalrunde, die aus einer Gruppe mit vier Mannschaften bestand. Der Gruppensieger wurde Halbserienmeister.
Die beiden Halbserienmeister sollten sich für das Finale qualifizieren, in dem der Meister und direkte Aufsteiger ermittelt werden sollten. Da La Equidad aber beide Halbserien gewann, wurde das Finale nicht ausgetragen. Stattdessen spielten die Zweiten der beiden Halbserien den Vizemeister aus. Der Vizemeister spielte eine Relegation gegen den Vorletzten der ersten Liga. Absteiger aus der zweiten Liga gab es nicht.

## Teilnehmer
Die folgenden Vereine nahmen an den beiden Halbserien der Spielzeit 2006, Apertura und Finalización, teil. Córdoba FC übernahm das Startrecht von Florida Soccer. Expreso Rojo zog von Sincelejo nach Cartagena um. Bello FC wurde in Atlético Bello umbenannt. Dépor zog von Cartago nach Jamundí um. Bogotá FC spielte aufgrund von Umbaumaßnahmen am Stadion in Soacha die erste Halbserie in Sibaté und kehrte dann wieder nach Soacha zurück.
| Mannschaft              | Stadt           | Stadion                           |
| ----------------------- | --------------- | --------------------------------- |
| Academia FC             | Bogotá          | Compensar                         |
| Alianza Petrolera       | Barrancabermeja | Daniel Villa Zapata               |
| Atlético Bello          | Bello           | Tulio Ospina                      |
| Bajo Cauca              | Caucasia        | Orlando Aníbal Monroy             |
| Barranquilla FC         | Barranquilla    | Romelio Martínez                  |
| Bogotá FC               | Sibaté Soacha   | 28 de Noviembre Luis Carlos Galán |
| Centauros Villavicencio | Villavicencio   | Manuel Calle Lombana              |
| Córdoba FC              | Cereté          | Alberto Saibis Saker              |
| Cortuluá                | Tuluá           | Doce de Octubre                   |
| Unión Magdalena         | Santa Marta     | Eduardo Santos                    |
| Dépor Jamundí           | Jamundí         | Cacique Jamundí                   |
| Deportivo Rionegro      | Rionegro        | Alberto Grisales                  |
| Expreso Rojo            | Cartagena       | Pedro de Heredia                  |
| Girardot FC             | Girardot        | Luis Antonio Duque Peña           |
| La Equidad              | Bogotá          | Metropolitano de Techo            |
| Patriotas               | Tunja           | La Independencia                  |
| Pumas de Casanare       | Yopal           | Santiago de las Atalayas          |
| Valledupar FC           | Valledupar      | Armando Maestre Pavajeau          |

## Apertura

### Erste Phase

#### Gruppe A
| Pl. | Verein              | Sp. | S  | U | N | Tore    | Diff. | Punkte |
| --- | ------------------- | --- | -- | - | - | ------- | ----- | ------ |
| 1.  | Unión Magdalena (A) | 18  | 12 | 4 | 2 | 027:900 | +18   | 40     |
| 2.  | Valledupar FC       | 18  | 8  | 6 | 4 | 017:180 | −1    | 30     |
| 3.  | Bajo Cauca          | 18  | 8  | 3 | 7 | 017:190 | −2    | 27     |
| 4.  | Córdoba FC          | 18  | 5  | 8 | 5 | 019:220 | −3    | 23     |
| 5.  | Alianza Petrolera   | 18  | 6  | 4 | 8 | 019:170 | +2    | 22     |
| 6.  | Expreso Rojo        | 18  | 5  | 7 | 6 | 018:190 | −1    | 22     |
| 7.  | Deportivo Rionegro  | 18  | 5  | 4 | 9 | 014:210 | −7    | 19     |
| 8.  | Atlético Bello      | 18  | 3  | 7 | 8 | 013:230 | −10   | 16     |
| 9.  | Barranquilla FC     | 18  | 3  | 6 | 9 | 017:210 | −4    | 15     |

| (A) | Absteiger aus der Categoría Primera A: Unión Magdalena |

#### Gruppe B
| Pl. | Verein                  | Sp. | S  | U | N  | Tore    | Diff. | Punkte |
| --- | ----------------------- | --- | -- | - | -- | ------- | ----- | ------ |
| 1.  | La Equidad              | 18  | 11 | 3 | 4  | 024:150 | +9    | 36     |
| 2.  | Academia FC             | 18  | 10 | 4 | 4  | 029:130 | +16   | 34     |
| 3.  | Dépor Jamundí           | 18  | 9  | 3 | 6  | 023:190 | +4    | 30     |
| 4.  | Patriotas               | 18  | 7  | 8 | 3  | 028:170 | +11   | 29     |
| 5.  | Cortuluá                | 18  | 7  | 8 | 3  | 026:230 | +3    | 29     |
| 6.  | Centauros Villavicencio | 18  | 5  | 6 | 7  | 012:150 | −3    | 21     |
| 7.  | Girardot FC             | 18  | 4  | 5 | 9  | 021:280 | −7    | 17     |
| 8.  | Bogotá FC               | 18  | 3  | 5 | 10 | 012:260 | −14   | 14     |
| 9.  | Pumas de Casanare       | 18  | 2  | 7 | 9  | 022:330 | −11   | 13     |

### Finalrunde
| Pl. | Verein          | Sp. | S | U | N | Tore    | Diff. | Punkte |
| --- | --------------- | --- | - | - | - | ------- | ----- | ------ |
| 1.  | La Equidad      | 6   | 3 | 3 | 0 | 006:300 | +3    | 12     |
| 2.  | Valledupar FC   | 6   | 2 | 2 | 2 | 009:900 | ±0    | 08     |
| 3.  | Academia FC     | 6   | 2 | 1 | 3 | 006:500 | +1    | 07     |
| 4.  | Unión Magdalena | 6   | 1 | 2 | 3 | 004:800 | −4    | 05     |

## Finalización

### Erste Phase

#### Gruppe A
| Pl. | Verein                  | Sp. | S | U | N | Tore    | Diff. | Punkte |
| --- | ----------------------- | --- | - | - | - | ------- | ----- | ------ |
| 1.  | Centauros Villavicencio | 18  | 9 | 7 | 2 | 028:170 | +11   | 34     |
| 2.  | Deportivo Rionegro      | 18  | 8 | 5 | 5 | 024:170 | +7    | 29     |
| 3.  | Valledupar FC           | 18  | 8 | 4 | 6 | 023:180 | +5    | 28     |
| 4.  | Academia FC             | 18  | 6 | 7 | 5 | 022:210 | +1    | 25     |
| 5.  | Bajo Cauca              | 18  | 6 | 5 | 7 | 028:250 | +3    | 23     |
| 6.  | Unión Magdalena (A)     | 18  | 6 | 5 | 7 | 023:290 | −6    | 23     |
| 7.  | Dépor Jamundí           | 18  | 6 | 3 | 9 | 017:250 | −8    | 21     |
| 8.  | Bogotá FC               | 18  | 5 | 5 | 8 | 022:260 | −4    | 20     |
| 9.  | Girardot FC             | 18  | 3 | 9 | 6 | 025:250 | ±0    | 18     |

| (A) | Absteiger aus der Categoría Primera A: Unión Magdalena |

#### Gruppe B
| Pl. | Verein            | Sp. | S  | U | N  | Tore    | Diff. | Punkte |
| --- | ----------------- | --- | -- | - | -- | ------- | ----- | ------ |
| 1.  | Cortuluá          | 18  | 12 | 4 | 2  | 031:140 | +17   | 40     |
| 2.  | La Equidad        | 18  | 10 | 5 | 3  | 030:190 | +11   | 35     |
| 3.  | Barranquilla FC   | 18  | 10 | 3 | 5  | 039:260 | +13   | 33     |
| 4.  | Pumas de Casanare | 18  | 8  | 5 | 5  | 028:220 | +6    | 29     |
| 5.  | Patriotas         | 18  | 5  | 6 | 7  | 021:210 | ±0    | 21     |
| 6.  | Alianza Petrolera | 18  | 5  | 4 | 9  | 016:260 | −10   | 19     |
| 7.  | Córdoba FC        | 18  | 5  | 4 | 9  | 016:330 | −17   | 19     |
| 8.  | Atlético Bello    | 18  | 3  | 4 | 11 | 019:350 | −16   | 13     |
| 9.  | Expreso Rojo      | 18  | 2  | 5 | 11 | 016:290 | −13   | 11     |

### Finalrunde
| Pl. | Verein                  | Sp. | S | U | N | Tore    | Diff. | Punkte |
| --- | ----------------------- | --- | - | - | - | ------- | ----- | ------ |
| 1.  | La Equidad              | 6   | 3 | 2 | 1 | 012:600 | +6    | 11     |
| 2.  | Cortuluá                | 6   | 3 | 1 | 2 | 006:600 | ±0    | 10     |
| 3.  | Centauros Villavicencio | 6   | 2 | 2 | 2 | 005:900 | −4    | 08     |
| 4.  | Deportivo Rionegro      | 6   | 1 | 1 | 4 | 007:900 | −2    | 04     |

Nach der Apertura konnte La Equidad auch die Finalización gewinnen. Deswegen war kein Finale nötig. La Equidad war der Meister der Categoría Primera B 2006 und stieg in die erste Liga auf.

### Spiel um Platz 2
Die beiden Zweiten der Halbserien, Valledupar FC und Cortuluá spielten den Teilnehmer an den Relegationsspielen gegen den Zweitletzten der ersten Liga aus.
| 11.11.2006                                                                                 | Valledupar | Valledupar FC | – | Cortuluá      | 3:2 |  |
| 18.11.2006                                                                                 | Tuluá      | Cortuluá      | – | Valledupar FC | 0:0 |  |
| Valledupar FC qualifizierte sich für die Relegation gegen den Zweitletzten der ersten Liga |            |               |   |               |     |  |

## Torschützenliste
Bei gleicher Anzahl von Treffern sind die Spieler alphabetisch geordnet.
| Pl. | Spieler                | Mannschaft        | Tore |
| --- | ---------------------- | ----------------- | ---- |
| 1.  | Eric Cantillo          | Pumas de Casanare | 22   |
| 2.  | Freddys Arrieta        | Barranquilla FC   | 21   |
| 3.  | Roberto Polo           | Cortuluá          | 19   |
| 4.  | Mario Sergio Angulo    | Unión Magdalena   | 16   |
| 5.  | Diego Fernando Salazar | Girardot FC       | 14   |

## Relegation
| 22.11.2006 | Valledupar | Valledupar FC  | – | Atlético Huila | 0:1 |  |
| 29.11.2006 | Neiva      | Atlético Huila | – | Valledupar FC  | 2:0 |  |
| damit konnte Valledupar FC nicht in die Categoría Primera A aufsteigen und Atlético Huila blieb in der ersten Liga |            |                |   |                |     |  |